# Seddera arabica
Seddera arabica är en vindeväxtart som först beskrevs av Peter Forsskål, och fick sitt nu gällande namn av Jacques Denys Denis Choisy. Seddera arabica ingår i släktet Seddera och familjen vindeväxter. Inga underarter finns listade i Catalogue of Life.